# Чурилово (Любимский район)
Чурилово — деревня в Любимском районе Ярославской области.
С точки зрения административно-территориального устройства относится к Осецкому сельскому округу. С точки зрения муниципального устройства входит в состав Осецкого сельского поселения.

## География
Расположена в 27 км на северо-запад от центра поселения деревни Рузбугино и в 43 км на юго-запад от райцентра города Любим.

## История
Каменная церковь во имя Казанской Божией Матери с колокольней построена на средства бывшего помещика Стефана Андреевича Борноволокова в 1807 году. В ней было три придела, два по бокам, в ряд с главным: по правую сторону — во имя архидиакона Стефана, левый — во имя препод. Александра Свирского и в теплой вверху над трапезой — во имя св. Николая Мирликийского. 
В конце XIX — начале XX века село входило в состав Осецкой волости (позже — в составе Ескинской волости) Любимского уезда Ярославской губернии.
С 1929 года деревня входила в состав Ескинского сельсовета Любимского района, с 1954 года — в составе Лисинского сельсовета, с 1957 года — в составе Филипповского сельсовета, с 2005 года — в составе Осецкого сельского поселения.

## Население
| 1859 | 1914 | 2002 | 2007 | 2010 |
| ---- | ---- | ---- | ---- | ---- |
| 51   | ↗61  | ↘5   | ↘3   | →3   |

## Достопримечательности
В деревне расположена недействующая Церковь Казанской иконы Божией Матери (1807).